# Dziarzhynsk
Dziarzhynsk (bielorruso: Дзяржы́нск; hasta 1932: Ко́йданава Kóidanava o Ко́йданаў Kóidanau; ruso: Дзержи́нск) es una ciudad subdistrital de Bielorrusia, capital del distrito homónimo en la provincia de Minsk.
En 2023, la ciudad tenía una población de 29 811 habitantes. Es el centro administrativo del consejo rural homónimo sin formar parte del mismo.
Se ubica unos 30 km al suroeste de Minsk, en la salida de la capital nacional de la carretera M1 que lleva a Brest.

## Historia
Se conoce la existencia del pueblo de Kóidanau en documentos con certeza desde 1442, aunque la tradición local considera que es la misma aldea anteriormente llamada "Krutagorye", que se conoce en documentos desde 1146. En 1588 adoptó el estatus de miasteczko. Segismundo III Vasa concedió a Kóidanau dos ferias anuales y un mercado semanal. El asentamiento original fue destruido por los rusos en 1655, al comenzar la guerra ruso-polaca (1654-1667), y quedó reducido a una pequeña aldea hasta finales del siglo XVIII.
En la partición de 1793 se incorporó al Imperio ruso. En 1812, la Grande Armée sufrió aquí una notable derrota en la que murieron mil soldados napoleónicos, lo que facilitó el acceso de las tropas rusas a Minsk. Dejó de ser una localidad rural a partir de 1871, cuando comenzó a crecer como poblado ferroviario, al abrirse aquí una de las estaciones ferroviarias que daban entrada y salida a Minsk. Tras el caos provocado por la Primera Guerra Mundial, en noviembre de 1920 se creó aquí una breve república independiente, aunque en 1921 acabó integrándose en la RSS de Bielorrusia, que en 1924 le dio estatus de capital distrital. En 1932 adoptó el estatus de ciudad y recibió su actual topónimo, que se refiere a Félix Dzerzhinski.
Antes de la Segunda Guerra Mundial era un notable shtetl en el que dos tercios de los habitantes eran judíos, siendo sede de una dinastía jasídica; durante la invasión alemana, en 1941 mil quinientos judíos locales fueron asesinados aquí por la Schutzmannschaft lituana y en 1942 varios miles de judíos procedentes de toda Bielorrusia fueron asesinados aquí por los Einsatzgruppen. Otra minoría históricamente importante eran los polacos, a los cuales se les otorgó aquí un raión nacional polaco llamado "Dzierżyńszczyzna", que existió brevemente en la década de 1930.

## Deportes
- FC Arsenal Dzerzhinsk